# Закам'янка
Закам'янка — історична місцевість Житомира, колишнє передмістя.

## Розташування
Місцевість розташована у південно-західній частині Житомира, у межах Богунського адміністративного району, на правому березі річки Кам'янки навпроти центральної частини міста. Оточена вулицями Чуднівською з півдня, Троянівською з півночі, річкою Кам'янкою зі сходу та північного сходу. До Закам'янки з півдня прилучається Павликівка, з півночі — Мальованка, із заходу — Корбутівка.

## Історичні відомості
Закам'янка — колишнє передмістя, що з початку ХХ ст. перебуває у складі Житомира. Назва передмістя пояснюється розташуванням за річкою Кам'янкою відносно тодішнього міста.
Перші десять будівель Закам'янки показані на плані 1799 року. Перша вулиця на Закам'янці — Мальованська набережна — показана на мапі міста 1781 року під назвою «Новий світ за Кам'янкою».
Тривалий час Закам'янка являла собою систему хуторів з хаотичною забудовою та мережею вулиць. Генпланом середини ХІХ ст. на Закам'янці передбачалося утворення мережі кварталів правильної прямокутної форми, утворюваних проектними вулицями Олексіївською та Антонівською, а також Заріченською, Радзивілівською, Ровенською та Західною. Олексіївська та Антонівська вулиці так і не відбулись.
За даними перепису населення 1897 року на Закам'янці проживало 1138 мешканців.
Згідно з описом поліцейських дільниць 1915 року, у складі передмістя Закам'янка перебували наступні вулиці: Антонівська (сучасна вулиця Скульптора Олішкевича) та Друга Мельнична (нині Закам'янська), провулки: Західний (тепер 1-й Західний), Рівненський (наразі 2-й Західний), 8-й, 9-й, 10-й Безназвані (тепер, відповідно, Закам'янський, Мальованський та Троянівський провулки). До Закам'янки також входили: південна частина Набережної річки Кам'янки (Мальованської набережної), південні частини вулиць Радзивілівської, Ровенської (нині Героїв Пожежних) та Західної. Передмістя Закам'янка межувало також з передмістями Мальованкою з півночі та Павликівкою з півдня.